# Hendrik P. Linckens
Hendrik P. Linckens (eigentlich Paul-Heinz Linckens; geboren am 19. Oktober 1940 in Aachen) ist ein deutscher Schriftsteller und Übersetzer. Er veröffentlichte ab 1960 eine Reihe von Science-Fiction-Erzählungen und 1983 den Science-Fiction-Roman Fremdkontakt auf Ibiza. Für die Science-Fiction-Reihe des Heyne Verlags übersetzte er, oft zusammen mit Marianne Linckens, rund zwei Dutzend englischer Romane ins Deutsche, darunter jeweils mehrere von Robert Charles Wilson und M. John Harrison. Von Beruf war Linckens Lehrer und Leiter einer Grundschule.

## Bibliografie
Romane
- Die Sucher. Zauberkreis Science Fiction #162, 1975.
- Fremdkontakt auf Ibiza : Die Leiden des Ottmar Wolkenbein. Corian (Neue deutsche Science Fiction), 1983, ISBN 3-89048-105-1.

Kurzgeschichten
- Hybris. 1960.
- Achtung — Violette Sonne Raumquader CN6. 1961.
- Humanitas. 1961.
- Opium RB. 1961.
- Anti...ismus. 1966.
- Lefevres Illusion. 1977.
- Beschreibung eines Extragalaktikers und Die Verwirrung einer Menschin. 1978.
- Die Muschel im Kristall. 1978.
- Die Systeme werden immer subtiler. 1979.
- Tauchtiefe 70 Kiloparsec. 1979.
- Sie fanden sich zu Tausenden. 1980.
- Welt der Informs. 1980.
- Zu einer Zeit so fern wie gestern. 1981.
- Cruise-Missile-Effekt (pat. pend.). 1981.
- Unsere womöglich kleine, zärtliche und kreative Zukunft oder „Heiliger Skarabäus!“ und die gutgemeinten Anstrengungen eines fürsorglichen Versorgungssystems. 1982.
- In Heiners Hirn. 1982.

Sachliteratur
- Raketenphysik im Unterricht. Aulis, 1974, ISBN 3-7614-0193-0.

Übersetzungen
Neben etlichen Kurzgeschichten die folgenden Romane:
- Joseph H. Delaney, Marc Stiegler: Valentina, Computerfrau (Valentina: Soul in Sapphire). Moewig Science Fiction #3697, 1986, ISBN 3-8118-3697-8.
- C. J. Cherryh: Gefährten (Companions). In 'Kopernikus 15', Hrsg. H. J. Alpers. Moewig Science Fiction #3790, 1988, ISBN 3-8118-3790-7.
- Bob Shaw: Die Heißluftastronauten – Erster Roman der Zwillingswelten-Trilogie (The Ragged Astronauts). Heyne-Science-fiction & Fantasy #4773, 1991, ISBN 3-453-04484-3.
- Bob Shaw: Die hölzernen Raumschiffe – Zweiter Roman der Zwillingswelten-Trilogie (The Wooden Spaceships). Heyne-Science-fiction & Fantasy #4774, 1991 ISBN 3-453-04485-1.
- Bob Shaw: Die flüchtigen Welten – Dritter Roman der Zwillingswelten-Trilogie (The Fugitive Worlds). Heyne-Science-fiction & Fantasy #4775, 1991, ISBN 3-453-04486-X.
- mit Tom Linckens: Phillip Mann: Wolfs Garn : der Bericht eines autoSchreibers über eine Pilgerfahrt zu den Grenzen des Menschseins – Ein Mosaik (Wulfsyarn). Heyne-Science-fiction & Fantasy #4955, 1992, ISBN 3-453-06196-9.
- Colin Greenland: Begegnungen auf dem Möbiusband (Take Back Plenty). Heyne-Science-fiction & Fantasy #4992, 1993, ISBN 3-453-06215-9.
- Garry Kilworth: Schatten (Cloudrock). Heyne-Science-fiction & Fantasy #5321, 1995, ISBN 3-453-08572-8.
- mit Antje Linckens: Nancy Kress: Fremdes Licht (An Alien Light). Heyne-Science-fiction & Fantasy #5328, 1995, ISBN 3-453-08576-0.
- mit Tom Linckens: William F. Wu: Cyber opera (Hong on the Range). Heyne-Science-fiction & Fantasy #5102, 1995, ISBN 3-453-07267-7.
- mit Marianne Linckens: Gwyneth Jones: Weisse Königin (White Queen). Heyne-Science-fiction & Fantasy #5484, 1996, ISBN 3-453-10922-8.
- mit Marianne Linckens: John Kessel: Gute Nachricht von den Sternen (Good News from Outer Space). Heyne-Science-fiction & Fantasy #5425, 1996, ISBN 3-453-09466-2.
- mit Marianne Linckens: Michael Bishop: Brüchige Siege (Brittle Innings). Heyne-Science-fiction & Fantasy #5923, 1998, ISBN 3-453-13310-2.
- mit Marianne Linckens: Kathleen Ann Goonan: Die Gebeine der Zeit (The Bones of Time). Heyne-Science-fiction & Fantasy #5972, 1998, ISBN 3-453-13997-6.
- mit Marianne Linckens: Gwyneth Jones: Nordwind (Northwind). Heyne-Science-fiction & Fantasy #6307, 1999, ISBN 3-453-14913-0.
- mit Marianne Linckens: Robert Charles Wilson: Darwinia (Darwinia). Heyne Science-fiction & Fantasy #6412, 2002, ISBN 3-453-19659-7.
- mit Marianne Linckens: Robert Charles Wilson: Bios (Bios). Heyne Science-fiction & Fantasy #6441, 2003, ISBN 3-453-86360-7.
- mit Marianne Linckens: M. John Harrison: Licht (Light). Heyne Science-fiction & Fantasy #6477, 2004, ISBN 3-453-52004-1.
- mit Marianne Linckens: Robert Charles Wilson: Die Chronolithen (The Chronoliths). Heyne, 2005, ISBN 3-453-52105-6.
- mit Marianne Linckens: M. John Harrison: Die Centauri-Maschine (The Centauri Device). Heyne, 2006, ISBN 3-453-52156-0.
- mit Marianne Linckens: M. John Harrison: Nova (Nova Swing). Heyne, 2007, ISBN 978-3-453-52291-6.
- mit Marianne Linckens: Robert J. Sawyer: Flash (Flash Forward). Heyne, 2008, ISBN 978-3-453-52370-8.
- mit Marianne Linckens: Robert Charles Wilson: Julian Comstock (Julian Comstock). Heyne, 2009, ISBN 978-3-453-52566-5.
- mit Marianne Linckens: Colin Greenland: Sonnenwanderer (Seasons of Plenty). Blanvalet, 2011, ISBN 978-3-442-26688-3.
- mit Marianne Linckens: Robert Charles Wilson: Vortex (Vortex). Heyne, 2012, ISBN 978-3-453-52898-7.